# 역사주의 건축
역사주의 건축(歷史主義建築)은 19세기에서 20세기 초두까지의 서양의 과거건축양식을 복고적으로 이용한 건축을 말한다. 
18세기 신고전주의 건축과 20세기 모더니즘 건축의 중간에 나타난 특정 경향의 건축을 가리킨다. 유사한 용어로 절충주의라는 말이 있으나 양자의 다른 점은 역사주의가 과거의 건축양식의 리바이벌을 본지로 삼은 것과 달리 절충주의는 특정한 양식에 구애되지 않고 이를테면 "좋은 점은 취한다"는 식으로 건축가의 의향에 따라 복수의 양식을 조합하여 조형하는 데 있다. 예를 들어 고딕 리바이벌 건축은 고딕 양식에 기반하여 설계되어 있으므로 "역사주의"이기는 하나 복수의 양식을 조합한 것은 아니므로 "절충주의"는 아니다. 
신고전주의 건축에서는 고대 그리스와 로마의 건축을 이상으로서 삼았으나 19세기가 되자 중세 고딕이나 근세 르네상스가 재평가되어 과거의 건축양식의 리바이벌 운동이 일어났다. 같은 건축가의 작품이라도 교회를 세울 때는 고딕, 공공건축을 세울 때는 르네상스, 이런 식으로 용도에 맞추어 가지가지 양식을 이용하는 상황을 볼 수 있게 되었다. 이러한 수법은 20세기 초두까지 주류였으나 근대건축 운동의 가운데 부정당하고 말았다. 
"역사주의"라는 말 자체는 영국의 건축사가 니콜라스 페브스너가 소개한 것으로 모더니즘의 관점에서 본 19세기 건축에 대한 멸칭이다. 모더니즘 전성시대의 가치관에서 역사주의 건축의 시대를 보자면 과거의 양식에 사로잡혀 새로운 이념을 버린 그야말로 혼돈스런 백귀야행의 세계로도 볼 수 있었을 것이다. 아울러 절충주의라고 하니 절조가 없는 서푼짜리 건축으로 생각할 수도 있으려니와 지금 유럽의 주요 도시를 꾸미고 있는 역사적 건조물에는 이 시대의 건축물이 많다. 오늘날에까지 도시의 미관을 형성하는 데 거대한 역할을 다하고 있는 것이다.